# Macrostemum fastosum
Macrostemum fastosum är en nattsländeart som först beskrevs av Walker 1852.  Macrostemum fastosum ingår i släktet Macrostemum och familjen ryssjenattsländor.

## Underarter
Arten delas in i följande underarter:
- M. f. bifasciatum
- M. f. fasciatum